# Kreuz Meerbusch
Kreuz Meerbusch is een knooppunt in de Duitse deelstaat Noordrijn-Westfalen.
In dit klaverbladknooppunt ten noordwesten van de stad Meerbusch kruist de A57 Goch-Keulen de A44 Mönchengladbach-Kreuz Ratingen-Ost.

## Geografie
Het knooppunt ligt in de stad Meerbusch in het Rhein-Kreis Neuss. Nabijgelegen stadsdelen zijn Ossum-Bösinghoven, Strümp en Osterath van Meerbusch.
Het knooppunt ligt ongeveer 20 km ten noordoosten van Mönchengladbach, ongeveer 12 km ten noordwesten van Düsseldorf en ongeveer 5 km ten zuiden van Krefeld.

## Configuratie
Knooppunt
Het is een klaverbladknooppunt met rangeerbanen voor zowel de A44 als de A57.
Rijstrook
Zowel de A44 ten westen als de A57 ten noorden van het knooppunt hebben 2x2 rijstroken. De A44 ten oosten en de A57 ten noorden van het knooppunt hebben beide 2x3 rijstroken. 
Bijzonderheid
De 2x3-delen van de A44 en A57 zijn onderdeel van de grote regioring rond Düsseldorf.

## Verkeersintensiteiten
Dagelijks passeren ongeveer 123.000 voertuigen het knooppunt.
| Van                     | Naar                 | Gemiddeld aantal voertuigen per dag | Percentage vrachtverkeer |
| ----------------------- | -------------------- | ----------------------------------- | ------------------------ |
| AS Osterath (A 44)      | AK Meerbusch         | 53.300                              | 08,5 %                   |
| AK Meerbusch            | AS Lank-Latum (A 44) | 57.400                              | 05,9 %                   |
| AS Krefeld-Oppum (A 57) | AK Meerbusch         | 77.800                              | 11,3 %                   |
| AK Meerbusch            | AS Bovert (A 57)     | 58.400                              | 12,6 %                   |

## Richtingen knooppunt
| Aansluitende wegen                          | Aansluitende wegen                            | Aansluitende wegen                  | Aansluitende wegen | Aansluitende wegen |
| ------------------------------------------- | --------------------------------------------- | ----------------------------------- | ------------------ | ------------------ |
|                                             |                                               | richting Krefeld / Nijmegen         |                    |                    |
|                                             |                                               |                                     |                    |                    |
| richting Krefeld-Süd / Aken Mönchengladbach | richting Lank-Latum / Velbert Düsseldorf-Nord |                                     |                    |                    |
|                                             |                                               |                                     |                    |                    |
|                                             |                                               | richting Bovert Düsseldorf / Keulen |                    |                    |